# Fredrica Lamm
Fredrica Lamm,gift Bendix, född 2 februari 1781 i Köpenhamn, död 17 december 1851 i Mosaiska församlingen, Stockholm,var en svensk målare och tecknare.
Hon var dotter till kattunstrycksmästaren Levy Aron Lamm och Rebecca Lamm och gift med kattunstryckaren i Stockholm Emanuel Bendix. Det är oklart var Lamm fick sin utbildning men man antar att hon hämtat in viss kunskap under resor till Frankrike. Hon medverkade i Konstakademiens utställningar med landskapsskildringar. 